# Mislukte vredesplannen tijdens de Bosnische Oorlog
Vier mislukte vredesplannen van de Bosnische Oorlog heeft de Bosnische Oorlog van 1992 tot 1995 uiteindelijk gekend, onder een bemiddelende rol van diplomaten en leiders van de Europese Unie, de Verenigde Naties en de Contactgroep, een groep landen die bestond uit de Verenigde Staten, Rusland, Frankrijk, Duitsland en het Verenigd Koninkrijk. Het conflict werd uiteindelijk geslecht in het Verdrag van Dayton in 1995.

## Vredesplan Carrington-Cutileiro
Het vredesplan Carrington-Cutileiro is vernoemd naar diens ontwikkelaars, de Britse oud-secretaris-generaal van de NAVO Lord Carrington en de Portugese ambassadeur Jorge Cutileiro. Het vredesplan was het resultaat van de vredesconferentie van de Europese Unie van februari 1992 en had als doel een oorlog in Bosnië en Herzegovina te voorkomen.
Het plan stond een verdeling van de macht voor op alle bestuurlijke niveaus en de overdracht van macht van de centrale regering naar de lokale etnische gemeenschappen. In het plan werden alle districten ingedeeld als Bosniaks, Servisch of Kroatisch, zelfs daar waar geen etnische meerderheid bleek.
Uiteindelijk werd het plan goedgekeurd door alle drie zijden, de Bosnische regering, Serviërs en Kroaten, maar was de Bosnische leider Alija Izetbegović tegen de overeenkomst.

## Vredesplan Vance-Owen
Begin januari 1993 begonnen de speciale afgezant van de Verenigde Naties Cyrus Vance en de vertegenwoordiger van de Europese Unie David Owen een vredesvoorstel uit te onderhandelen.
Het plan betrof een verdeling van Bosnië in tien semiautonome regio's met een etnische meerderheid die zich nog steeds binnen een verenigde staat bevond, met een zwakke regering die in Sarajevo zetelde.
De Kroaten en Bosniakken accepteerden het plan op 7 januari en op 20 januari werd het plan geratificeerd door het Bosnisch-Servische parlement. Twee gebeurtenissen voorkwamen echter dat het plan daadwerkelijk uitgevoerd werd: de aanhoudende aanvallen van Kroaten op Bosniakken en Serviërs en de verkiezing van Bill Clinton als president van de Verenigde Staten.
Midden maart hadden alleen de Kroaten op alle drie belangrijke punten ingestemd en op 25 maart deden de Bosniakken hetzelfde. Niettemin verwierp het Bosnisch-Servische parlement het plan op 2 april en op 18 juni verklaarde Lord Owen het plan dood.
Gezien de snelheid waarin de territoriale verdeling en etnische zuivering zich voltrok, was het plan tegen die tijd al verouderd. Het werd het laatste voorstel dat de oplossing zocht in een gemixt, verenigd Bosnië en Herzegovina. Op 1 april kondigde Cyrus Vance zijn aftreden aan als speciaal afgezant.

## Vredesplan Owen-Stoltenberg
Op 1 mei 1993 werd de Noorse minister van buitenlandse zaken Thorvald Stoltenberg benoemd tot speciaal afgezant van de Verenigde Naties.
Eind juli dat jaar kwamen de vertegenwoordigers van de drie strijdende partijen in Bosnië samen in een nieuwe ronde onderhandelingen en op 20 augustus maakten Stoltenberg en Owen een nieuw plan bekend, dat was gebaseerd op een voorstel van de presidenten Franjo Tudjman van Kroatië en Slobodan Milošević van Servië om het gebied te verdelen op basis van etniciteit.
Het plan deelde Bosnië en Herzegovina op in drie ministaatjes, waarbij de Bosnische Serviërs 52% van het territorium werd gegeven, de Bosniakken 30% en de Kroaten 18%. Owen en Stoltenberg maakten bekend dat ze in de bepaling van de drie staten ook de gebieden hadden meegenomen die de Serviërs en Kroaten hadden veroverd. Ook werd Herceg-Bosna als staat erkend.
Op 29 augustus verwierp het Bosnische parlement, dat grotendeels uit Bosniakken bestond, het plan.

## Vredesplan van de Contactgroep
Tussen februari en oktober 1994 werd er grote vooruitgang bereikt door de Contactgroep, die bestond uit de Verenigde Staten, Rusland, Frankrijk, Duitsland en het Verenigd Koninkrijk. Hierin nam de Amerikaanse regering onder Bill Clinton een meer proactieve rol dan ze had gedaan bij de totstandkoming van de vorige drie plannen.
Op 1 maart 1994 werd het Akkoord van Washington getekend tussen Bosniakken en Kroaten in Bosnië en Herzegovina, dat de verdeling in kantons regelde.
Er werd grote druk uitgevoerd op de Bosnische Serviërs en Slobodan Milošević om het plan te accepteren door middel van economische sancties op Servië. Milošević stemde toe, maar de Bosnische Serviërs onder leiding van Radovan Karadžić verwierpen het plan.